# 713 هـ
713 هـ هي سنة في التقويم الهجري امتدت مقابلةً في التقويم الميلادي بين سنتي 1313 و1314.

## مواليد
- لسان الدين بن الخطيب، شاعر وسياسي أندلسي (توفي 776 هـ)

## وفيات
- أبو بكر بن عبد الحكم
- جعفر الموصلي